# 眉毛

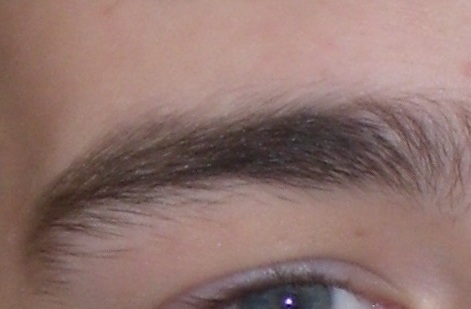
目の上部にある眉毛

眉毛（まゆげ、英語：eyebrow）とは、目の上部に弓状に生える毛のこと。眉とも呼ばれる。

## 概要
眉毛は顔面に左右一対あり、まぶたの上の、目の上にそれに沿って隆起する部分に目の幅とほぼ同じくらいにわたって生えている体毛である。一般の体毛と異なり、より太く色濃くなっている場合が多い。それぞれの毛は立ち上がらず左右の外側、やや下向きに寝るものもある。眉毛の位置は多少の差はあるが、左右非対称で生えていることがほとんどである。左右の眉の間－眉間（みけん）－の毛がない部分の幅には個人差があり、ここに毛が生えることにより二つの眉がつながった状態になることがあり、その形状からカモメ眉と呼ばれる。
眉毛は機能的には額から落ちる雨水や汗が目に入らないようにする役割を担う。それぞれの毛の方向はそれに対応するものと考えられる。同様に、雨水やほこりや小さなゴミが目にはいるのを避ける役割も担っている。
他方で、眉は人の表情を作る重要な役割を担っており、それによるコミュニケーションにおいても重要な役割を果たしている。
眉毛は目元のみならず顔全体の印象を左右するパーツであるため、古くから化粧の一環として眉毛を任意の形に整える、引眉などの行為が行われてきた。歌舞伎など世界の古典的な舞踊において、目や口元と同様に眉を強調する化粧を行う例は数多い。現代では主に女性が眉毛を抜いたりカットしたり、剃ったりして眉毛の形を整えることがある。女性の場合は眉毛を描くため、全て抜いたり剃り落としている人もいる。また、逆に薄い眉や不揃いな眉の場合は眉のラインを描きたすこともある。髪を染めている人の場合は、髪の色に合わせて眉毛を染めることもある。眉毛には生理的役割はないので、頭髪と同様、美容として加工することにあまり抵抗感はないと言える。眉の化粧については眉墨の項目で詳述している。

## 動物学的眉
眉はほぼヒトに独特のものである。まつげは多くのほ乳類に見られるが、そもそも多くの哺乳類では顔が毛で覆われており、眉は区別できない。顔面に毛がなくなるのはサル目における進化の傾向であり、チンパンジーやゴリラでは人並みの顔面があるが、眉毛はない。
また、ネコの眼の上から顔の横にかけてある長い毛を「眉毛」と俗称されることがあるが、これはひげ（洞毛）の一種で、人間の眉毛とは異なる感覚器としての性質を持っている。

## 漫画表現における眉
眉毛の形は感情表現において非常に重要である。漫画やアニメでは、それを利用し、眉の形を大げさに変化させることで感情表現を明確にすることができる。例えば、両端をつり上げ、眉間にしわを寄せれば怒りが、両端を下げて目を細めれば安楽さを演出できる。あるいは眉をねじれさせて困惑を示す、と言ったあり得ない形でさえ、表情を表すのに使われる。

## 呼称
- 眉間（みけん）…左右の眉と眉の間
- 眉頭（まゆがしら）…眉の内側の部位
- 眉山（まゆやま）…弓状の眉の屈折部
- 眉尻（まゆじり）…眉の外側の部位

## 慣用表現
- 眉唾（まゆつば）…騙されないように心がけること。由来は狐を参照
- 眉唾物（まゆつばもの）…真偽不明の怪しいもの。騙される心配があること
- 眉を上げる...怒っている様子
- 眉をひそめる...嫌悪の感情を露わにした顔つきをすること